# Rugby Park
O Rugby Park é um estádio de futebol situado em Kilmarnock, na Escócia. Foi construído em 1899 e é casa do Kilmarnock F.C